# 李佳軍
李 佳軍（り かぐん、1975年10月15日 - ）は、中国出身の元ショートトラックスピードスケート選手。

## 経歴
1984年にショートラックの試合に初出場し、1990年代に国内の大会やアジア大会で数々の種目で優勝する。1996年は世界選手権の男子1000mで優勝し、その後の選手権でも優勝を記録している。
1998年に長野オリンピックへ出場し、男子1000mで銀メダルを獲得。これは冬季五輪での中国男子種目で最初のメダリストとなった。同大会の男子5000mリレーでも銅メダルを獲得した。
2002年ソルトレークシティオリンピックでは、男子1000mは準決勝で転倒しながら、3位でゴール。しかし、このレースで寺尾悟が妨害で失格となり、繰上げで決勝進出。決勝は最終周回で先頭集団が全員転倒し、李も巻き込まれてしまいメダル獲得はならなかった。男子1500mも決勝まで進出し、3着でゴールするが、1着でゴールした金東聖が進路妨害で失格となった為に李は繰り上がりで2着となり銀メダルを獲得した。この大会はリレーも2大会連続で銅メダルを獲得した。
2006年のトリノオリンピックにも出場し、男子1500mで銅メダルを獲得した。オリンピック前にトリノを最後に引退を表明しており、最後の種目となる男子5000mリレーを最後に現役引退となった。